# روبرتو فيرمينو
روبرتو فيرمينو باربوسا دي أوليفيرا (تلفظ برتغالي: /ʁuˈbɛɾtu fiɾˈmĩnu/؛ مواليد 2 أكتوبر 1991) هو لاعب كرة قدم برازيلي كان يلعب مع ليفربول وحاليا في مركز مهاجم وهمي مع السد القطري في دوري نجوم قطر. و‌منتخب البرازيل.
بعد أن بدأ مسيرته المهنية مع نادي فيغورينسي في عام 2009، قضى أربعة مواسم ونصف في نادي هوفنهايم. حيث سجل 16 هدفًا في 33 مباراة في موسم 2013–14 بالدوري الألماني، وحصد جائزة أفضل لاعب صاعد في الدوري. في يوليو 2015، وقع مع نادي ليفربول فيالدوري الإنجليزي الممتاز. أكسبه إبداعه وحسه التهديفي وتأثيره في الملعب الثناء في ليفربول، حيث أشار المدير الفني يورغن كلوب إلى فيرمينو باعتباره «المحرك» الذي يدفع نظام الهجوم المضاد للنادي. في عام 2019 فاز مع النادي بلقب دوري أبطال أوروبا 2019.
شارك فيرمينو لأول مرة على المستوى الدولي مع البرازيل في نوفمبر 2014. ومثل بلاده في كوبا أمريكا 2015 وكأس العالم 2018 وكان جزءًا من المنتخب البرازيلي الذي فاز بكوبا أمريكا 2019.

## مسيرته الكروية

### بدايته المبكرة
وُلد فيرمينو في ماسايو، ألاغواس، وانضم إلى شباب فيغورينسي في عام 2008، عندما كان يبلغ من العمر 17 عامًا، بعد أن بدء مع ريغاتاس. تم اكتشافه من قبل طبيب الأسنان مارسيلوس بورتيلا. مع هذا الأخير، كان يلعب كلاعب وسط دفاعي.

### هوفنهايم
وقع فيرمينو مع نادي هوفنهايم في ديسمبر 2010، في عقد يمتد حتى يونيو 2015. وصل رسميًا إلى هوفنهايم في 1 يناير 2011. ثم علق المدير الفني لهوفنهايم إرنست تانر قائلاً :«سعداء بإنضمام المواهبة البرازيلية». شارك لأول مرة بعد شهر في مباراة الهزيمة في الدوري الألماني أمام ماينتس 05، حيث جاء كبديل عند الدقيقة 75 لسيباستيان رودي. سجل هدفه الأول مع النادي في 16 أبريل، وكان الهدف الوحيد في مباراة الفوز آينتراخت فرانكفورت.

### ليفربول
في 23 يونيو 2015، بينما كان يشارك مع البرازيل في كوبا أمريكا، وافق هوفنهايم وفيرمينو على شروط انتقاله إلى نادي ليفربول الإنجليزي مقابل 29 مليون جنيه إسترليني بعد نهاية البطولة. وأكد ليفربول التوقيع معه في اليوم التالي، بعد اجتيازه الفحص الطبي. وتم الانتهاء من الصفقة في 4 يوليو.
لعب فيرمينو أول مباراة له مع ليفربول في مباراة ودية قبل بداية الموسم أمام سويندون تاون في 2 أغسطس، وشارك لأول مرة في الدوري بعدها بأسبوع، عندما دخل كبديل لجوردون آيب في آخر 12 دقيقة من مباراة الفوز 1–0 أمام ستوك سيتي. في 21 نوفمبر، سجل فيرمينو هدفه الأول مع ليفربول في مباراة الفوز 4–1 على مانشستر سيتي على ملعب مدينة مانشستر.
في 29 أبريل 2018، جدد فيرمينو عقدة مع ليفربول. شارك فيرمينو كأساسي ولعب 90 دقيقة كاملة في نهائي دوري أبطال أوروبا 2018، حيث خسر ليفربول 1–3 أمام ريال مدريد.

#### موسم 2018–19
بعد تعادله السلبي في جميع المباريات الثلاث التي لعبها في أغسطس، سجل فيرمينو هدفه الأول هذا الموسم في مباراة الفوز 2–1 في الدوري على ليستر سيتي في 1 سبتمبر. في 15 سبتمبر، سجل هدفا في مباراة فوز ليفربول 2–1 في الدوري على توتنهام في ملعب ويمبلي، وهي المباراة التي غادرها قبل 15 دقيقة من نهايته بسبب تعرضه لإصابة في العين. بعد ثلاثة أيام، دخل من مقاعد البدلاء ليسجل هدف في الوقت بدل الضائع من مباراة فوز ليفربول بدوري أبطال أوروبا 2–3 أمام باريس سان جيرمان على ملعب أنفيلد. في 29 ديسمبر، سجل فيرمينو أول هاتريك له في مباراة فوزه 5–1 على أرسنال، حيث سجل هدفين في ثلاث دقائق وسجل الثالث من ركلة جزاء في الشوط الثاني، ليصبح أعلى لاعب برازيلي سجل في تاريخ الدوري الإنجليزي الممتاز. في 19 يناير 2019، سجل هدف ليفربول رقم 1000 على ملعب أنفيلد في الدوري الإنجليزي الممتاز عندما سجل هدف الفوز 4–3 على كريستال بالاس.
في 1 يونيو 2019، شارك فيرمينو كأساسي في نهائي دوري أبطال أوروبا 2019. حقق ليفربول الفوز 2–0 على توتنهام هوتسبير ليتوج الريدز باللقب السادس في تاريخه، ويحقق فيرمينو أول لقب له في مسيرته الاحترافية.

#### موسم 2019–20
في 14 أغسطس 2019، دخل فيرمينو كبديل في كأس السوبر الأوروبي 2019 ضد تشيلسي في المباراة التي فاز بها ليفربول 5–4 بركلات الترجيح بعد أن انتهاء المباراة بالتعادل 2–2 في الأشواط الأصلية والإضافية. صنع فيرمينو هدفي ماني، قبل أن يحرز ركلة الجزاء الأولى في ركلات الترجيح. في 31 أغسطس 2019، أصبح فيرمينو أول لاعب برازيلي يسجل 50 هدفًا في الدوري الإنجليزي الممتاز عندما سجل الهدف الثالث والأخير في مباراة الفوز على بيرنلي 3–0.
في كأس العالم للأندية 2019 في ديسمبر، سجل فيرمينو هدف الفوز في فوز نصف نهائي على مونتيري. بعد ثلاثة أيام تم اختياره رجل المباراة في المباراة النهائية بعد تسجيله هدف المباراة الوحيد ضد نادي فلامنغو، حيث فاز ليفربول بالمسابقة لأول مرة في تاريخه.

#### موسم 2020–21
في 13 مايو 2021 ، سجل هدفين في الفوز 4-2 خارج أرضه على نادي مانشستر يونايتد، في أول مباراة لليفربول خارج أرضه على ملعب أولد ترافورد منذ مارس 2014.
خلال المباراة التالية ضد نادي وست بروميتش ألبيون، حمل فيرمينو شارة القيادة للفريق لأول مرة. 
في 13 مايو 2021، سجل هدفين في الفوز 4-2 خارج أرضه على نادي مانشستر يونايتد، في أول مباراة لليفربول خارج أرضه على ملعب أولد ترافورد منذ مارس 2014.
خلال المباراة التالية ضد نادي وست بروميتش ألبيون، حمل فيرمينو شارة القيادة للفريق لأول مرة. 

#### موسم 2021–22
في 16 أكتوبر 2021، سجل فيرمينو ثاني هاتريك له مع ليفربول في الفوز 5–0 خارج أرضه على نادي واتفورد.

#### موسم 2022–23
في 27 أغسطس 2022، سجل فيرمينو هدفه رقم مائة مع ليفربول وذلك في مباراة انتهت بنتيجة 9–0 مسجلًا هدفين أمام نادي بورنموث.

## مسيرته الدولية
قال فيرمينو إنه كان يحلم بإن يلعب مع المنتخب الوطني رغم أنه لم يكن لديه أي تواصل مع مدرب المنتخب الوطني دونغا. في 23 أكتوبر 2014، تلقى فيرمينو أول استدعى له للمشاركة مع المنتخب البرازيلي في المباريات الودية ضد تركيا والنمسا. وعلق قائلاً: «أنا سعيد جدًا بإستدعائي وأحب أن أشكر الفريق على وجه الخصوص». شارك لأول مرة في مباراة الفوز 4–0 على تركيا في 12 نوفمبر، بعد دخوله كبديل عن زميله لويز أدريانو في آخر 17 دقيقة من المباراة. سجل فيرمينو هدفه الأول بعد ستة أيام في مباراة ضد الأخير، وأنتهت المباراة بالفوز 2–1.

### كوبا أمريكا
في مايو 2015، تم اختياره في القائمة النهائية المشاركة في كوبا أمريكا 2015 التي أقيمت في تشيلي. في 21 يونيو، سجل هدف في مباراة الهزيمة 2–1 أمام فنزويلا ليتأهل السيليساو لمرحلة خروج المغلوب من المجموعة الرابعة كمتصدر.

### كأس العالم 2018
في مايو 2018، تم اختياره في القائمة النهائية المشاركة في كأس العالم 2018 في روسيا من قبل المدرب تيتي. بعد دخوله بشكل متأخر في مباريات المجموعات ضد سويسرا وكوستاريكا (بما في ذلك صناعته لهدف كوتينيو الافتتاحي للبرازيل ضد الأخير)، في 2 يوليو، سجل فيرمينو الهدف الثاني للبرازيل في مباراة الفوز 2–0 على المكسيك في دور الستة عشر عند الدقيقة 88 بعد دقيقتين من دخوله كبديل لكوتينيو.

### كوبا أمريكا 2019
في مايو 2018، تم اختيار فيرمينو في القائمة النهائية المشاركة في كوبا أمريكا 2019. فاز المنتخب البرازيلي باللقب بعد تغلبه على بيرو في المباراة النهائية بنتيجة 3–1.

### كوبا أمريكا 2021
في يونيو 2021، كان فيرمينو ضمن تشكيلة البرازيل في كوبا أمريكا 2021. لعب كبديل في مباراة انتهت بالخسارة 0–1 أمام الأرجنتين في النهائي وذلك يوم 10 يوليو.

### كأس العالم 2022
لم يكن فيرمينو ضمن تشكيلة منتخب البرازيل والتي ستلعب في كأس العالم 2022 المقامة ب‍قطر.

## الإحصائيات

### النادي
آخر تحديث 3 نوفمبر 2020.
| النادي    | الموسم   | الدوري                          | الدوري | الدوري  | الكأس الوطني | الكأس الوطني | كأس الدوري | كأس الدوري | قاري   | قاري    | أخرى   | أخرى    | المجموع | المجموع |
| النادي    | الموسم   | الدرجة                          | الظهور | الأهداف | الظهور       | الأهداف      | الظهور     | الأهداف    | الظهور | الأهداف | الظهور | الأهداف | الظهور  | الأهداف |
| --------- | -------- | ------------------------------- | ------ | ------- | ------------ | ------------ | ---------- | ---------- | ------ | ------- | ------ | ------- | ------- | ------- |
| فيغورينسي | 2009     | الدوري البرازيلي الدرجة الثانية | 2      | 0       | —            | —            | —          | —          | —      | —       | —      | —       | 2       | 0       |
| فيغورينسي | 2010     | الدوري البرازيلي الدرجة الثانية | 36     | 8       | —            | —            | —          | —          | —      | —       | 15     | 4       | 51      | 12      |
| فيغورينسي | المجموع  | المجموع                         | 38     | 8       | —            | —            | —          | —          | —      | —       | 15     | 4       | 53      | 12      |
| هوفنهايم  | 2010–11  | الدوري الألماني                 | 11     | 3       | —            | —            | —          | —          | —      | —       | —      | —       | 11      | 3       |
| هوفنهايم  | 2011–12  | الدوري الألماني                 | 30     | 7       | 3            | 0            | —          | —          | —      | —       | —      | —       | 33      | 7       |
| هوفنهايم  | 2012–13  | الدوري الألماني                 | 33     | 5       | 1            | 0            | —          | —          | —      | —       | 2      | 2       | 36      | 7       |
| هوفنهايم  | 2013–14  | الدوري الألماني                 | 33     | 16      | 4            | 6            | —          | —          | —      | —       | —      | —       | 37      | 22      |
| هوفنهايم  | 2014–15  | الدوري الألماني                 | 33     | 7       | 3            | 3            | —          | —          | —      | —       | —      | —       | 36      | 10      |
| هوفنهايم  | المجموع  | المجموع                         | 140    | 38      | 11           | 9            | —          | —          | 0      | 0       | 2      | 2       | 153     | 49      |
| ليفربول   | 2015–16  | الدوري الإنجليزي                | 31     | 10      | 0            | 0            | 5          | 0          | 13     | 1       | —      | —       | 49      | 11      |
| ليفربول   | 2016–17  | الدوري الإنجليزي                | 35     | 11      | 2            | 0            | 4          | 1          | —      | —       | —      | —       | 41      | 12      |
| ليفربول   | 2017–18  | الدوري الإنجليزي                | 37     | 15      | 2            | 1            | 0          | 0          | 15     | 11      | —      | —       | 54      | 27      |
| ليفربول   | 2018–19  | الدوري الإنجليزي                | 34     | 12      | 1            | 0            | 1          | 0          | 12     | 4       | —      | —       | 48      | 16      |
| ليفربول   | 2019–20  | الدوري الإنجليزي                | 38     | 9       | 2            | 0            | 0          | 0          | 8      | 1       | 4      | 2       | 52      | 12      |
| ليفربول   | 2020–21  | الدوري الإنجليزي                | 36     | 9       | 0            | 0            | 0          | 0          | 3      | 0       | 1      | 0       | 11      | 1       |
| ليفربول   |          | الدوري الإنجليزي                |        | 5       |              |              |            |            |        |         |        |         |         |         |
| ليفربول   |          | الدوري الإنجليزي                |        | 11      |              |              |            |            |        |         |        |         |         |         |
| ليفربول   | المجموع  | المجموع                         | 182    | 82      | 7            | 1            | 10         | 1          | 51     | 17      | 5      | 2       | 255     | 79      |
| الإجمالي  | الإجمالي | الإجمالي                        | 360    | 128     | 18           | 10           | 10         | 1          | 51     | 17      | 22     | 8       | 461     | 140     |

1. ↑  تشمل كأس ألمانيا وكأس الاتحاد الإنجليزي
2. ↑  تشمل كأس رابطة الأندية الإنجليزية المحترفة
3. ↑  المباريات في تحديد الهبوط بالدوري الألماني
4. ↑  المباريات في الدوري الأوروبي
5. 1 2 3 4  المباريات في دوري أبطال أوروبا
6. ↑  مباراة في درع الاتحاد الإنجليزي؛ مباراة في كأس السوبر الأوروبي
7. ↑  المباراة في درع الاتحاد الإنجليزي

### المنتخب
آخر تحديث 13 أكتوبر 2020.
| المنتخب الوطني | العام   | الظهور | الأهداف |
| -------------- | ------- | ------ | ------- |
| البرازيل       | 2014    | 2      | 1       |
| البرازيل       | 2015    | 9      | 3       |
| البرازيل       | 2016    | 2      | 1       |
| البرازيل       | 2017    | 5      | 0       |
| البرازيل       | 2018    | 11     | 3       |
| البرازيل       | 2019    | 15     | 5       |
| البرازيل       | 2020    | 2      | 2       |
| المجموع        | المجموع | 46     | 15      |

### الأهداف الدولية
اعتبارًا من أخر مباراة سجل فيها في 9 أكتوبر 2020. قائمة الأهداف والنتائج حسب منتخب البرازيل الأول.
| #  | التاريخ        | المكان                                         | الخصم            | الهدف | النتيجة | المسابقة               |
| -- | -------------- | ---------------------------------------------- | ---------------- | ----- | ------- | ---------------------- |
| 1  | 18 نوفمبر 2014 | ملعب إرنست هابل، فيينا، النمسا                 | النمسا           | 2–1   | 2–1     | ودية                   |
| 2  | 29 مارس 2015   | ملعب الإمارات، لندن، إنجلترا، المملكة المتحدة  | تشيلي            | 1–0   | 1–0     | ودية                   |
| 3  | 10 يونيو 2015  | ملعب بيرا–ريو، بورتو أليغري، البرازيل          | هندوراس          | 1–0   | 1–0     | ودية                   |
| 4  | 21 يونيو 2015  | ملعب دافيد أريانو الأثري، سانتياغو، تشيلي      | فنزويلا          | 2–0   | 2–1     | كوبا أمريكا 2015       |
| 5  | 6 أكتوبر 2016  | ملعب آرينا داس دوناس، ناتال، البرازيل          | بوليفيا          | 5–0   | 5–0     | تصفيات كأس العالم 2018 |
| 6  | 3 يونيو 2018   | ملعب أنفيلد، ليفربول، إنجلترا، المملكة المتحدة | كرواتيا          | 2–0   | 2–0     | ودية                   |
| 7  | 2 يوليو 2018   | ملعب بارا الأولمبي، بليم، البرازيل             | المكسيك          | 2–0   | 2–0     | كأس العالم 2018        |
| 8  | 7 سبتمبر 2018  | ملعب ميتلايف، شرق راذرفورد، الولايات المتحدة   | الولايات المتحدة | 1–0   | 2–0     | ودية                   |
| 9  | 26 مارس 2019   | إيدن أرينا، براغ، التشيك                       | جمهورية التشيك   | 1–1   | 3–1     | ودية                   |
| 10 | 9 يونيو 2019   | ملعب بيرا–ريو، بورتو أليغري، البرازيل          | هندوراس          | 6–0   | 7–0     | ودية                   |
| 11 | 22 يونيو 2019  | أرينا كورينثيانز، ساو باولو، البرازيل          | بيرو             | 2–0   | 5–0     | كوبا أمريكا 2019       |
| 12 | 2 يوليو 2019   | ملعب مينيراو، بيلو هوريزونتي، البرازيل         | الأرجنتين        | 2–0   | 2–0     | كوبا أمريكا 2019       |
| 13 | 10 أكتوبر 2019 | الملعب الوطني، كالانغ، سنغافورة                | السنغال          | 1–0   | 1–1     | ودية                   |
| 14 | 9 أكتوبر 2020  | أرينا كورينثيانز، ساو باولو، البرازيل          | بوليفيا          | 2–0   | 5–0     | تصفيات كأس العالم 2022 |
| 15 | 9 أكتوبر 2020  | أرينا كورينثيانز، ساو باولو، البرازيل          | بوليفيا          | 3–0   | 5–0     | تصفيات كأس العالم 2022 |

## الإنجازات

### النادي
ليفربول
- الدوري الإنجليزي الممتاز: 2019–20[64]
- دوري أبطال أوروبا: 2018–19؛[65] الوصيف: 2017–18، 2021–22[66]
- كأس السوبر الأوروبي: 2019[33]
- كأس العالم للأندية: 2019[67]
- كأس الرابطة الإنجليزية المحترفة الوصيف: 2016[68]
- الدوري الأوروبي الوصيف: 2015–16[69]

 الأهلي السعودي
- دوري أبطال آسيا للنخبة (1): 2024–25

### المنتخب
البرازيل
- السوبر كلاسيكو: 2018[70]
- كوبا أمريكا: 2019[71]

*حقق بطولة ابطال آسيا للنخبة مع النادي الأهلي السعودي بجدة بعد ان قاد الفريق للفوز على فريق كواساكي الياباني.

### الفردية
- أفضل لاعب صاعد في الدوري الألماني: 2013–14[72]
- رابطة اللاعبين المحترفين لاعب الشهر في الدوري الإنجليزي: يناير 2016[73]
- رابطة اللاعبين المحترفين لاعب الشهر في الدوري الإنجليزي من تصويت الجماهير: يناير 2016[74]
- تشكيلة الموسم في دوري أبطال أوروبا: 2017–18[75]
- جائزة سامبا الذهبية: 2018؛[76] 2019[77]

## وصلات خارجية
- روبرتو فيرمينو على موقع الاتحاد الدولي (مؤرشف)  (الإنجليزية)
- روبرتو فيرمينو على موقع الاتحاد الأوربي (الإنجليزية)
- روبرتو فيرمينو على موقع إي إس بي إن إف سي (الإنجليزية)
- روبرتو فيرمينو على موقع قاعدة بيانات كرة القدم.إي يو (الإنجليزية)
- روبرتو فيرمينو على موقع بيانات كرة القدم. دي إي (الألمانية)
- روبرتو فيرمينو على موقع ليكيب (الفرنسية)
- روبرتو فيرمينو على موقع ناشيونال فوتبول تيمز (الإنجليزية)
- روبرتو فيرمينو على موقع Soccerbase.com (لاعب) (الإنجليزية)
- روبرتو فيرمينو على موقع Soccerway.com (الإنجليزية)
- روبرتو فيرمينو على موقع عالم كرة القدم.نت (الإنجليزية)